# Comuna de Braniewo
Braniewo (polaco: Gmina Braniewo) é uma gminy (comuna) na Polónia, na voivodia de Vármia-Masúria e no condado de Braniewski. A sede do condado é a cidade de Braniewo.
De acordo com os censos de 2004, a comuna tem 6428 habitantes, com uma densidade 20,9 hab/km².

## Área
Estende-se por uma área de 306,93 km², incluindo:
- área agricola: 60%
- área florestal: 22%

## Demografia
Dados de 30 de Junho 2004:
|                      | Total   | Total | Mulheres | Mulheres | Homens  | Homens |
| -------------------- | ------- | ----- | -------- | -------- | ------- | ------ |
|                      | pessoas | %     | pessoas  | %        | pessoas | %      |
| População            | 6428    | 100   | 3169     | 49,3     | 3259    | 50,7   |
| Densidade (pop./km²) | 20,9    | 100   | 10,3     | 10,3     | 10,6    | 10,6   |

De acordo com dados de 2002, o rendimento médio per capita ascendia a 1149,4 zł.

## Comunas vizinhas
- Braniewo, Frombork, Lelkowo, Pieniężno, Comuna de Płoskinia.